# J. Barbour and Sons
Pour les articles homonymes, voir Barbour.
J. Barbour and Sons, communément appelée Barbour, est une entreprise britannique de luxe fondée par John Barbour en 1894. L'entreprise crée, fabrique et commercialise des vêtements de plein air adaptés aux intempéries, du prêt-à-porter, de la maroquinerie, chaussures ou accessoires pour hommes, femmes et enfants sous la marque Barbour. Fondée dans la ville portuaire de South Shields en Angleterre, en tant qu'importateur de toile cirée, J. Barbour and Sons Ltd est devenu renommé pour ses vestes en toile enduites d'huile puis par la suite de cire : « wax jacket ». De nos jours, c'est toujours une entreprise familiale depuis cinq générations, dirigée par Margaret Barbour et Helen Barbour, sa fille, comme vice-présidente.

## Historique
Les vêtements en coton huilé sont destinés au départ aux marins et dockers. Déjà ceux-ci ont l'habitude de s'enduire de graisse de poisson pour s'isoler du froid et l'idée se trouve reprise et améliorée par John Barbour qui nomme son idée « Beacon ». Rapidement, l'entreprise rencontre un succès commercial dès le tout début du XXe siècle, sa clientèle et les activités liées à son usage se diversifient. Malcolm, le fils de John Barbour n'est pas pour rien dans cette réussite, et l'entreprise change de nom pour « John Barbour & Sons » vers le début du XXe siècle et créé une filiale « Barbour International ». À l'aube de la Première Guerre mondiale, la marque commercialise ses produits à travers le Royaume-Uni par l'intermédiaire d'un catalogue. Elle équipe les militaires anglais lors du conflit mondial. Des métiers de la mer, la veste est passée dans le monde agricole ainsi qu'aux chasseurs et pêcheurs. L'huile à la forte odeur vient à être remplacée par de la cire.
L'origine de la veste telle qu'elle est connue de nos jours date du milieu de ce siècle, conçue par Duncan, l'un des petits-fils du fondateur. Résistante, elle est alors fabriquée pour les motards puis va se répandre dans d'autres versions vers des activités tributaires des intempéries ainsi que pour les marins anglais durant la Seconde Guerre mondiale,. L'entreprise fournit même des combinaisons étanches pour les sous-mariniers anglais durant le conflit. Par la suite, elle équipera les militaires britanniques lors de la guerre des Malouines.
Lorsque John le fils de Malcolm meurt brutalement en 1968, c'est sa femme Margaret, institutrice, qui reprend l'entreprise,. Bien des années plus tard, l'entreprise acquiert trois Royal Warrants reçus de la reine Élisabeth II en 1974, du duc d’Édimbourg en 1982 puis du prince de Galles en 1987 l'autorisant à reproduire les armoiries à l'intérieur des vestes commercialisées.
D'une veste plutôt destinée aux fermiers, chasseurs, cavaliers ou pêcheurs,, elle devient traditionnelle de l'aristocratie britannique puis plus tard un objet de mode que la rue s'approprie,. Plusieurs dates marquent plus particulièrement cette transition : au début des années 1980, la jeune Lady Diana et son style Sloane Ranger (en) restent alors omniprésents dans les médias. Les ventes de l'entreprise progressent de façon importante lorsque la princesse s'affiche, au même titre que la famille royale, en Barbour : la veste devient une composante de nombreuses garde-robes et passe de la campagne à la rue,. Dans les années 1990, la veste est un produit à la mode, plus particulièrement portée en Italie, ce pays représentant alors une partie importante des ventes. L'introduction de la doublure tartan à cette époque reste un succès commercial. Lors de la décennie suivante, les ventes s’essoufflent : Steve Buck souhaite alors racheter l'entreprise. Si Margaret Barbour refuse, elle l'embauche malgré tout à la direction de l'entreprise. Peu après, la marque unisexe commercialise pour la première fois des modèles destinées aux femmes.
Deux décennies plus tard, la veste se voit sur plusieurs personnalités médiatiques comme Tinie Tempah, Kate Moss, David Beckham, Alexa Chung ou Alex Turner qui en fait un symbole rock en la portant lors du Glastonbury Festival, puis Meghan Markle lors de la décennie suivante. Au cinéma, elle est portée par Steve McQueen sur sa moto ou plus tard Daniel Craig dans James Bond. La veste redevient un élément de mode,,. Cette médiatisation ainsi que la modernisation des collections fait qu'une clientèle plus jeune vient alors acquérir cette veste,. Harriet Quick du British Vogue précise que « les vestes ont une importante histoire associée à l'aristocratie et aux gentlemen farmers [mais] il y a une autre raison pour laquelle celles-ci sont adoptées […] au-delà du fait qu'elles sont résistantes à l'eau. Il y a une sorte de classicisme en elles qui leur confère une forte attractivité. »
En coton égyptien avec une fermeture en laiton, avec un col en velours et une doublure en tartan exclusif, les vestes produites en Angleterre à plus de 100 000 exemplaires par an, à la main, sont traditionnellement dans des couleurs ternes et foncées, alternant entre le vert kaki, le marron ou le bleu, cette dernière ayant été introduite comme une révolution pour la marque par Margaret Barbour. Ces vestes ont peu évolué depuis leurs origines, Steve Buck précisant : « notre stratégie est de réinterpréter nos créations […], nous n’avons pas besoin d’être incroyablement réactif ». Les trois modèles phares des collections actuelles portent le nom de « The Bedale », « The Beaufort » et « The Border »,. Le journaliste de mode Loïc Prigent définit cet objet comme « un symbole de tradition et de respectabilité » et celle-ci fait partie de la panoplie du style preppy. Les vestes de coton cirées de l'entreprise sont si connues que certaines personnes se réfèrent à n'importe quelle veste cirée comme « veste Barbour », quel que soit le fabricant. Le reste des vêtements commercialisés par la marque est produit en Europe, en Chine ou au Vietnam. Depuis des années, Barbour s'associe à d'autres marques ou créateurs, essentiellement britanniques, afin de commercialiser des produits spécifiques, tels Land Rover, Alice Temperley, Tokihito Yoshida en 2012, Paul Smith, Anya Hindmarch (en), Amanda Harlech, Margaret Howell, la marque danoise Wood Wood (en) ou la marque japonaise Engineered Garments,.